# Heo Young-ji
Heo Young-ji (hangul: 허영지; Goyang, Gyeonggi, 30 de agosto de 1994), conocida como Hur Young-ji o Youngji, es una cantante surcoreana. Es conocida por ser miembro del grupo femenino surcoreano Kara. En 2023, Heo Young-ji hizo su debut oficial en solitario con el lanzamiento del sencillo "L.O.V.E."

## Carrera

### Predebut
Asistió a la Escuela de Artes Escénicas de Seúl. Solía estar bajo entrenamiento artístico en Core Contents Media. Estuvo a punto de debutar en un grupo de chicas nuevo, pero lo dejó antes de que el grupo debutase. Más tarde se convirtió en aprendiz de KeyEast y posteriormente se unió a DSP Media.

### 2014-2015: Debut con Kara y actividades en solitario
En mayo de 2014, después de que Nicole Jung y Kang Ji-young dejaron el grupo, DSPmedia lanzó un espectáculo de televisión llamado Kara Proyect con siete jóvenes aprendices compitiendo para ser la nueva miembro del grupo. Incluso aunque perdió dos presentaciones en vivos debido a una lesión en la pierna mientras practicaba, ella llamó la atención de los espectadores y se alzó en los gráficos de votación.

### 2016-presente: carrera actoral y trabajo en solitario
El 15 de enero de 2016, DSP media anunció que Gyuri, Seungyeon y Hara dejarían el grupo debido a que sus contratos expirarían. La compañía también señaló que Heo continuaría su carrera musical como solista.
El 13 de abril, Park Gyu-ri declaró que el grupo no se desintegraría y que las miembros esperaban liberar álbumes nuevos en el futuro.
El 2 de agosto de 2017, DSP media confirmó que Heo se preparaba para su debut en solitario en agosto. Su primer sencillo titulado Memory Clock fue liberado el 25 de agosto.
El 15 de diciembre de 2017, MCC Entertainment liberó un artículo noticioso que reveló que ella participaría en un segundo proyecto musical. La canción titulada Longing fue estrenada el mismo día.
En julio del 2019 se unirá al elenco recurrente de la serie Moment of 18 (también conocida como "18 Moments") donde dará vida a Kim Ji-min, una mujer que trabaja en la tienda de conveniencia.
En agosto de 2021, Heo renovó su contrato con DSP Media. En 2023, Heo Young-ji hizo su debut oficial en solitario con el lanzamiento del sencillo "L.O.V.E."

## Vida personal
En marzo del 2018 se anunció que estaba saliendo con el cantante Ha Hyun-woo miembro del grupo "Guckkasten", sin embargo en febrero del 2019 la pareja anunció que se habían separado.

## Discografía

### Sencillos
| Año  | Título                    | Álbum | Nota |
| ---- | ------------------------- | ----- | ---- |
| 2017 | "Memory Clock"((추억시계) | -     | -    |
| 2017 | "Longing" ((그리움)       | -     | -    |

### Colaboraciones
| Año  | Canción            | Álbum                                           | Otro artista(s)                                    |
| ---- | ------------------ | ----------------------------------------------- | -------------------------------------------------- |
| 2015 | "Magic Words"      |                                                 | Con Lizzy, G.na y Tan-hyun como Chamsonyeo         |
| 2015 | "Peek-A-Boo"       | In Love                                         | Dúo con Park Gyu-ri                                |
| 2015 | " You're So Yummy" | Tasty 2: Happy Together                         |                                                    |
| 2015 | "How About Me?"    | Alohara (Can You Feel It?)                      | Goo Hara feat Young-ji                             |
| 2016 | "Fingertips Love"" | ""Creating a Healthy Cyber World" Campaign song | Con B1Un4, BTOB, Un-JAX, Oh Mi girl, Kassy y april |
| 2016 | "Oh NaNa"          | "K.A.R.D Project Vol.1"                         | como K.A.R.D primer miembro oculto                 |

## Filmografía

### Series de televisión
| Año    | Título                                                       | Canal                | Rol           | Nota                        |
| ------ | ------------------------------------------------------------ | -------------------- | ------------- | --------------------------- |
| 2015   | El Alquimista                                                | MBC Cada1, Navercast | Oh Young-ji   | protagonista, serie web     |
| 2016   | Another Miss Oh                                              | TVN                  | Yoon Ahn-na   | reparto                     |
| 2017   | Introverted Boss                                             | TVN                  |               | Cameo (Episodio 3)          |
| 2017   | Han Yeoreum Memory                                           | JTBC                 | Jung Da-jung  | reparto                     |
| 2018   | Are You Human Too?                                           | KBS 2TV              |               | invitada, ep. #1            |
| 2018   | The Beauty Inside                                            | JTBC                 | Fan de Se-gye | aparición especial, ep. #13 |
| 2019   | Moment of 18                                                 | JTBC                 | Kim Ji-min    |                             |
| 2021   | Drama Stage - "Park Sung Shil's Industrial Death Revolution" | tvN                  |               | [ 20 ]                      |
| 2021 - | I Want to Live an Easy Life                                  | SBS                  | So-nya        | [ 21 ]                      |

### Película
| Año  | Título                  | Comentarios                          |
| ---- | ----------------------- | ------------------------------------ |
| 2015 | Tasty 2: Happy Together | versión de doblaje coreano y japonés |

### Programas de variedades
| Año       | Red          | Título                     | Rol                                       | Ref.          |
| --------- | ------------ | -------------------------- | ----------------------------------------- | ------------- |
| 2014      | MBC Music    | Kara Project               | participante                              |               |
| 2014      | KBS          | The Lord Of The Ratings    | MC                                        |               |
| 2014–2015 | SBS          | Roommate: Season 2         | elenco                                    |               |
| 2014–2015 | MBC Every 1  | Hitmaker Season 2          | elenco                                    |               |
| 2015      | jTBC         | A Hard Day                 | participante                              |               |
| 2015      | KBS2         | Game of Thrones            | participante                              |               |
| 2015      | SBS          | Founding Star              | elenco                                    |               |
| 2016      | MBC          | Next Door CEO              | elenco                                    |               |
| 2016      | MBC Every 1  | Very Private TV            | elenco                                    |               |
| 2016      | SBS          | Vocal War: God's Voice     | panelista                                 |               |
| 2016      | AHTV         | Super Idols                | panelista                                 |               |
| 2016      | MBC Every 1  | Hitmaker                   | elenco                                    |               |
| 2016      | SK Broadband | Idol Intern King           | elenco                                    |               |
| 2016      | EBS          | Humanity Busking           | presentadora                              |               |
| 2017      | E Channel    | Strong Girls               | elenco regular                            |               |
| 2017      | CTime        | Beauty Academy             | MC                                        |               |
| 2017      | JTBC         | Beauty Summit              | MC                                        |               |
| 2017      | TRENDY       | Time Space Operation F.B.I | MC                                        |               |
| 2017      | tvN          | Shadow Singer              | panelista                                 |               |
| 2017      | Mnet         | I Can See Your Voice 4     | miembro del panel de detectives, (Ep. #1) |               |
| 2018      | JTBC         | I am CEO Season 2          | panelista                                 |               |
| 2019      | JTBC         | 5 Bros (괴팍한5형제)       |                                           |               |
| 2019      | tvN          | V-1                        | aparición especial                        | [ 23 ]        |
| 2021      | SBS          | Running Man                | invitada (ep. 561, 567, 584-585)          | [ 24 ] [ 25 ] |

### Anuncios
| Año | Título            | Notas                                                        |
| --- | ----------------- | ------------------------------------------------------------ |
| -   | SK브로드밴드 B TV | junto a Kim Byung-chul, Lee Jung-eun, Jang Gwang y Henry Lau |

## Créditos de producción
| Año  | Artista      | Canción           | Rol                           | Álbum                       |
| ---- | ------------ | ----------------- | ----------------------------- | --------------------------- |
| 2016 | AISLE        | Happy Magic Candy | Letra                         | Sencillo: Happy Magic Candy |
| 2017 | AISLE        | SAY YES           | Letra                         | Sencillo: Say Yes           |
| 2017 | Hur Young-ji | Memory Clock      | Composición, Letra y Arreglos | Sencillo: Memory Clock      |

## Premios y nominaciones
| Año  | Premio                                         | Categoría                                        | Trabajo nominado | Resultado |
| ---- | ---------------------------------------------- | ------------------------------------------------ | ---------------- | --------- |
| 2014 | SBS Entertainment Awards (SBS Awards Festival) | espectáculo de variedades, principiante femenina | Roommate         | Nominada  |